# Дандас, Роберт (судья)
Роберт Дандас из Арнистона (младший) (18 июля 1713 — 13 декабря 1787) — шотландский юрист. Занимал должность генерального прокурора Шотландии с 1742 по 1746, лорда-адвоката с 1754 по 1760. Являлся членом британского парламента от Мидлотана с 1754 по 1761. Замещал место верховного судьи Шотландии с 1760 по 1787. Утратил популярность, отдав решающий голос против Арчибальда Дугласа в знаменитом деле Дугласа.

## Биография и карьера
Роберт Дандас младший был старшим сыном Роберта Дандаса старшего (1685—1753) лорда-президента верховного суда Шотландии от его первой жены Элизабет Уотсон. Изначально обучался на дому, затем в Эдинбургском университете. В 1733 продолжил образование в Утрехтском университете, славившемся курсами римского права. В том же году посетил Париж.
Вернувшись в Шотландию в 1737, Дандас начал адвокатскую деятельность. Он был ловок, умён и красноречив, имел феноменальную память. Подобно своему отцу, был весёлым человеком. Говорили, хоть и был Дандас учён, никогда после университета ни одной книжки не прочёл.
16 августа 1754 Дандас был назначен лордом-адвокатом, вместе с тем избравшись в парламент от Мидлотана.

## Семья
Происходил из выдающейся династии шотландских политиков и юристов: его прадед Джеймс Дандас (ум. 1679), дед Роберт Дандас (ум. 1726) и отец были парламентариями и судьями.
Дандас женился в первый раз 17 октября 1741 года на Генриетте Бейли, дочери сэра Джеймса Кармайкла Бейли. Первая его жена умерла 3 мая 1755 года, родив ему четырёх дочерей.